# Loich
Loich osztrák község Alsó-Ausztria St. Pölten-i járásában. 2024 januárjában 551 lakosa volt. 

## Elhelyezkedése

Loich a Sankt Pölten-i járásban

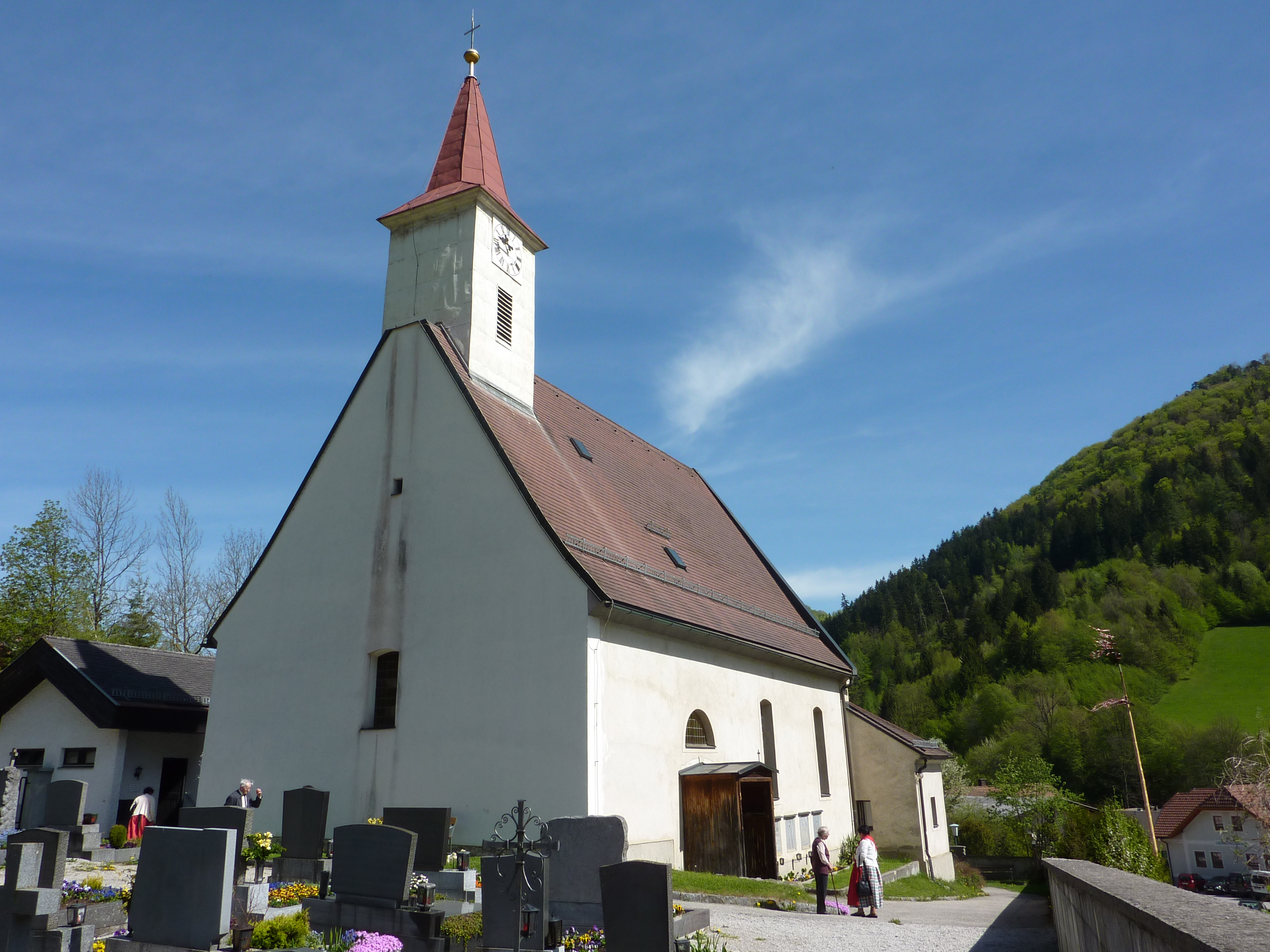
A Szt. Miklós-plébániatemplom

Loich a tartomány Mostviertel régiójában fekszik a Türnitzi-Alpokban, a Loichbach folyó mentén. Legmagasabb pontja az Eisenstein (1185 m). Területének 64,9%-a erdő, 32,1% áll mezőgazdasági művelés alatt. Az önkormányzat 9 települést egyesít: Dobersnigg (51 lakos 2024-ben), Hammerlmühlgegend (18), Loich (200), Loicheckgegend (46), Oedgegend (21), Rehgrabengegend (43), Schroffengegend (67), Schwarzengrabengegend (22) és Siedlung (83).
A környező önkormányzatok: északkeletre Kirchberg an der Pielach, délkeletre Türnitz, délnyugatra Schwarzenbach an der Pielach, nyugatra Frankenfels.

## Története
Loichot 1307-ben említik először Levch formában a lilienfeldi apátság egyik oklevelében. A név indoeurópai eredetű, jelentése „fehér, fényesen ragyogó”.
Loich 1784-ben vált önálló egyházközséggé, amikor levált Kirchbergről. Iskoláját 1801-ben említik először.

## Lakosság
A loichi önkormányzat területén 2024 januárjában 551 fő élt. Lakosságszáma 2001 óta csökkenő tendenciát mutat. 2022-ben az ittlakók 96,1%-a volt osztrák állampolgár; a külföldiek közül 2,3% a régi (2004 előtti), 1,3% az új EU-tagállamokból érkezett. 0,2% a volt Jugoszlávia (Horvátország és Szlovénia kivételével) vagy Törökország; 0,2% egyéb ország polgára volt. 2001-ben a lakosok 93,4%-a római katolikusnak, 1% evangélikusnak, 4,6% pedig felekezeten kívülinek vallotta magát. Ugyanekkor a legnagyobb nemzetiségi csoportot a németek (98,5%) mellett a magyarok alkották 4 fővel (0,6%). 
A népesség változása:

| 2016 | 595 |
| 2018 | 603 |

## Látnivalók
- a Szt. Miklós-plébániatemplom
- a helytörténeti múzeum

## Fordítás
- Ez a szócikk részben vagy egészben  a   Loich című német Wikipédia-szócikk ezen változatának fordításán alapul.  Az eredeti cikk szerkesztőit annak laptörténete sorolja fel. Ez a jelzés csupán a megfogalmazás eredetét és a szerzői jogokat jelzi, nem szolgál a cikkben szereplő információk forrásmegjelöléseként.